# Канізька сільська рада
Ка́нізька сільська́ ра́да — орган місцевого самоврядування Новомиргородського району Кіровоградської області. Центр сільської ради — село Каніж.
Площа — 67,8 км². Населення — 1 147 чоловік.

## Населені пункти
Сільській раді підпорядковані населені пункти:
- с. Каніж

## Склад ради
Рада складається з 12 депутатів та голови.

### Керівний склад ради
| ПІБ                        | Основні відомості                                                 | Дата обрання | Дата звільнення |
| -------------------------- | ----------------------------------------------------------------- | ------------ | --------------- |
| Татаров Леонід Олексійович | Сільський голова, 1961 року народження, освіта, безпартійний      | 26.03.2006   | 31.10.2010      |
| Татаров Леонід Олексійович | Сільський голова, 1961 року народження, освіта вища, безпартійний | 31.10.2010   |                 |

Примітка: таблиця складена за даними джерела

## Населення
Згідно з переписом УРСР 1989 року чисельність наявного населення сільської ради становила 1293 особи, з яких 561 чоловік та 732 жінки.
За переписом населення України 2001 року в сільській раді мешкало 1145 осіб.

### Мова
Розподіл населення за рідною мовою за даними перепису 2001 року:
| Мова       | Відсоток |
| ---------- | -------- |
| українська | 94,68 %  |
| молдовська | 3,49 %   |
| російська  | 1,39 %   |
| вірменська | 0,35 %   |
| угорська   | 0,09 %   |